# L'Amour de la femme vénale

L’Amour de la femme vénale est le titre français, traduit du bulgare, Любовта на продажната жена, d’un  bref essai d'Octave Mirbeau sur la prostitution, paru en Bulgarie, à Plovdiv, en 1922, et dont le texte original en français n’a pas été retrouvé à ce jour. Traduit par Alexandre Lévy, cet essai a été publié en 1994 par les éditions Indigo – Côté Femmes, accompagné de deux préfaces : l’une de Pierre Michel, l’autre de l’historien Alain Corbin.

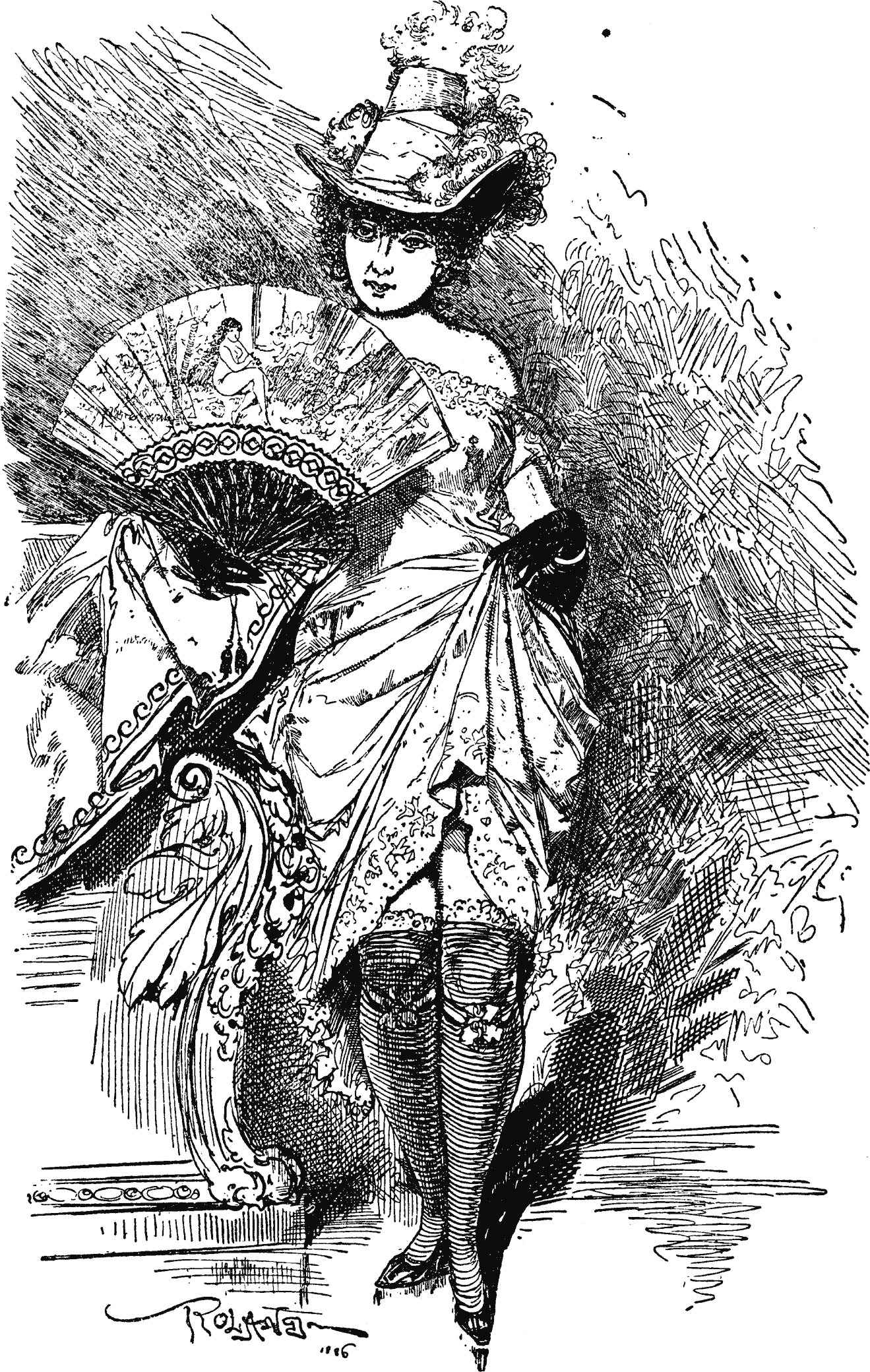

## Réhabilitation des prostituées
Probablement rédigé vers 1912, il est divisé en six chapitres : « Origine de la prostituée », « Le corps de la prostituée », « La visite », « La haine et le courage de la prostituée », « L’amour de la prostituée » et « Son avenir ». Mirbeau entend y réhabiliter les prostituées qui, loin d’être des femmes perverses et vicieuses par essence, comme le soutenait Cesare Lombroso, sont doublement des victimes : d’une part, des conditions économiques et sociales qui sont infligées aux femmes des milieux déshérités ; et, d’autre part, de l’hypocrisie de la classe dominante, qui méprise, rejette et condamne, au nom d’une prétendue « morale », des femmes dont, par ailleurs, elle a besoin, à cause de la frustration sexuelle  qui découle du mariage monogamique.
Pour Mirbeau, il y a une véritable guerre qui oppose les sexes, et les prostituées, exploitées et humiliées, sont à l’avant-garde de ce combat, car elles ne sauraient être dupes des discours et des apparences avantageuses des hommes, qu’elles découvrent dans leur répulsive nudité, comme la soubrette Célestine du Journal d'une femme de chambre. Elles sont donc des anarchistes potentielles et la relation sexuelle avec leurs clients tourne au duel. Mais c’est la prostituée qui en sort vainqueur, parce qu’elle sait susciter le désir de l’homme et qu’elle est prête à tout endurer. 
Dans la continuité de Fiodor Dostoïevski, Mirbeau exprime également sa pitié douloureuse et son admiration pour le courage de ses sœurs de misère, qui vivent et meurent dans des conditions épouvantables. Il souhaite qu’elles puissent bénéficier des mêmes droits et de la même reconnaissance sociale que les autres travailleurs et il rêve, sans y croire, à une époque lointaine où les services rendus par les prostituées seraient enfin reconnus à leur juste valeur. Mais alors leur travail n’aurait plus rien à voir avec ce que l’on appelle “prostitution”.